# Józef Jabłonowski (poseł)
Józef Stanisław Kostka Jabłonowski  herbu Prus III (ur. 14 grudnia 1827 w Dołhem, pow. Bóbrka, zm. 9 listopada 1904 w Zagwoździu, w pow. stanisławowskim) – ziemianin, polityk konserwatywny i poseł na galicyjski Sejm Krajowy i do austriackiej Rady Państwa.
Ziemianin, właściciel dóbr Pacyków i Zagwoźdż w powiecie stanisławowskim. Członek i prezes Rady Powiatowej w Bohorodczanach (1867-1870), oraz członek (1867-1876) i prezes (1870-1874) Rady Powiatu w Stanisławowie, w 1867 był też członkiem Wydziału Powiatowego (1867). Członek założyciel (3 lipca 1845) i działacz Galicyjskiego Towarzystwa Gospodarskiego, członek jego Komitetu (20 czerwca 1873 – 24 czerwca 1874).
Polityk konserwatywny. Poseł do Sejmu Krajowego Galicji II kadencji (1867–1869), wybrany w I kurii obwodu Stanisławów, z okręgu wyborczego Stanisławów. Poseł do austriackiej Rady Państwa II kadencji (22 października 1868 - 15 września 1869 i 11 grudnia 1869 - 31 marca 1870) wybranym przez Sejm w kurii I (wielkiej własności). W parlamencie austriackim był członkiem frakcji konserwatywnej Koła Polskiego. 
Zmarł w swym majątku w Zagwoździu, pochowany w miejscowym kościele.

## Rodzina
Urodził się w rodzinie ziemiańskiej, syn ziemianina i oficera, oraz członka Stanów Galicyjskich Jana Duklana i Marianny z Korwin-Krasińskich. Od 1855 żonaty z Wandą Teodorą z Dunin-Borkowskich z którą miał dwóch synów: Stanisława Wilhelma (1856-1943) i Juliusza (1860-1891) oraz dwie córki: Marię (ur. 1857) i Olgę (1871-1929) żonę Mieczysława Brykczyńskiego (1865-1913). Jego szwagrem był Mieczysław Dunin-Borkowski.